# Cheirodendron bastardianum
Cheirodendron bastardianum là một loài thực vật có hoa trong Họ Cuồng. Loài này được (Decne.) Frodin mô tả khoa học đầu tiên năm 1990.